# Nojabrsk
Nojabrsk (rusky Ноя́брьск) je město v Jamalo-něneckém autonomním okruhu v Ruské federaci. Při sčítání lidu v roce 2024 měl přes 100 tisíc obyvatel.

## Dějiny
Dějiny Nojabrsku začínají až v sedmdesátých letech dvacátého století, kdy zde bylo započato s těžbou ropy. Oficiálně byl Nojabrsk založen v roce 1976 a městem se stal v roce 1982.